# Jykuno Amlak
Jykuno Amlak (amh. ይኵኖ አምላክ, imię tronowe Tesfa Ijesus, ur. ? - zm. 19 czerwca 1285 r.) – cesarz Etiopii w latach 1270-1285. Jykuno Amlak przywrócił w Etiopii rządy dynastii salomońskiej po ponad trzystu latach.

## Tło polityczne
Według etiopskiej tradycji, po śmierci wybitnego cesarza Gebre Meskela Lalibeli, rządy w Etiopii objął jego bratanek Neakuyto Loab (albo Leab, w zależności od pisowni), kolejny przedstawiciel dynastii Zague. Właśnie w czasach rządów Loaba doszło do kryzysu tej dynastii. Syn Lalibeli, Jytbarek miał pretensje do tronu wobec swojego stryjecznego brata, co spowodowało rozłam między możnowładcami prowincji Lasta na stronnictwa popierające Neakuyto Loaba, oraz Jytbareka. Ponadto słabość państwa od połowy XIII wieku nasiliła opozycja w stosunku do dynastii Zague.

## Tradycja etiopska
Według etiopskiej tradycji przyszły cesarz, Jykuno Amlak pochodził z prowincji Szeua i był dziewiątym potomkiem ostatniego króla Aksum, Dylneada. Ojciec Amlaka, Tesfa Ijesus, miał obawiać się poczynań ze strony zagueńskich władców z Lasta wobec swojego syna, dlatego oddał go do gedamu św. Stefana, umieszczonego na wyspie na jeziorze Hajk pod opiekę mnicha Ijesusa Moa. Pewnego dnia do gedamu przybył abba Tekle Hajmanot (co znaczy "Owoc Wiary"), który założył klasztor Debre Azbo i prowadził misje chrystianizacyjne wśród plemienia Amharów. Ijesus Moa, oraz Tekle Hajmanot postanowili, że Jykuno Amlak powinien opuścić wyspę na jeziorze i pójść w stronę Szeua. Dzięki Tekle Hajmanotowi Amlak poznał możnowładców z Ifat i Szeua, a następnie w przebraniu powędrował na dwór w Lasta i zapoznał tamtejszy ceremoniał dworski. Z kolei Tekle Hajmanot, chcąc osadzić Jykuno Amlaka na tronie, spotkał się z Neakuyto Loabem i powiedział mu, że tron Etiopii należy się prawowitej dynastii, czyli salomońskiej, zakończonej na Dylneadzie wskutek najazdu królowej Gudit. Neakuyto Loab po usłyszeniu opinii duchownego miał oddać władzę Amlakowi, ponieważ bał się, aby słowa Tekle Hajmanota nie przyniosły mu nieszczęścia. Co do osoby przejmującej władzę po Loabie, tradycja nie jest zgodna. Według jednej z wersji legendy Neakuyto Loab miał mimo wszystko powierzyć tron Jytbarekowi. Jeszcze inna legenda traktuje o buncie mieszkańców Lasta wobec dynastii Zague i marszu Jykuno Amlaka na czele armii szeuańskiej w stronę Lasta. Gdy wojska Loaba zdradziły go i odmówiły walki, Amlak odnalazł go w kościele św. Cyryla i zabił, a następnie przejął rządy w Etiopii. We wszystkich wersjach tradycji występuje motyw pomocy Jykuno Amlakowi przez duchowieństwo, co może oznaczać, że dynastia Zague pod koniec swojego panowania miała złe stosunki z mnichami. Jykuno Amlak zapoczątkował rządy dynastii salomońskiej, trwające z przerwami do 1974 roku.

## Święte Przymierze
Pomoc Jykuno Amlakowi ze strony duchowieństwa nie była bezinteresowna. Według umowy zawartej między Kościołem, a nowym cesarzem, na krótko przed jego koronacją, jedna trzecia Etiopii miała przypaść właśnie Kościołowi. Ten układ, zwany Świętym Przymierzem, ukształtował stosunki władzy świeckiej i duchownej na następne stulecia, ponieważ wówczas powstały takie stanowiska jak yczegie i akabie seat. Yczegie został praktycznie drugą osobą w państwie zaraz po cesarzu i miał w przyszłości duży wpływ na politykę świeckiego władcy. Z kolei akabie seat rozstrzygał spory wewnątrz Kościoła etiopskiego i regulował porządek dnia na cesarskim dworze. Święte Przymierze miało również wpływ na rozrost państwa, ponieważ zarówno strona świecka, jak i kościelna widziały w tym dla siebie korzyści. W zależności od legendy, inspiratorem przymierza był Tekle Hajmanot, lub Ijesus Moa. Różnice między przekazami spowodowane są zapewne konkurencją pomiędzy mnichami z jeziora Hajk i Szeua, ponieważ ci dwaj duchowni reprezentowali właśnie te rejony, w przyszłości rywalizujące ze sobą. Każda ze stron chciała przypisać sobie sukces w postaci przywrócenia władcy z "prawowitej" dynastii. Po zawarciu układu Tekle Hajmanot został mianowany yczegie, a Ijesus Moa akabie seatem.

## Układ z dynastią Zague
Według jednej z legend, po śmierci Neakuyto Loaba, Amlak pokonał swoich wrogów z Lasta, jednak przedtem zawarł z Loabem układ, według którego książęta lasteńscy, pomimo utraty władzy zachowali szereg przywilejów. Było ich pięć:
- "Neakuyto Loab zachowa aż do swej śmierci prawo do tytułu i tronu władcy Etiopii."
- "Po przejęciu tronu Etiopii przez Jykuno Amlaka, władzę w Lasta przejmie książę wybrany z dynastii Zague i prawo do rządzenia prowincją Lasta pozostanie przy tej dynastii."
- "Władca Etiopii zasiadać będzie na złotym tronie, władca Lasta zaś na srebrnym i posiadać będzie prawo do srebrnych insygniów władzy."
- "Książęta lasteńscy nie będą płacić daniny władcy Etiopii ani przyjmować jego rozkazów."
- "Władca Etiopii przy spotkaniu z władcą Lasta pozdrawiać go będzie i traktować jak brata[7]."

## Polityka zagraniczna
Jykuno Amlak prowadził kampanię wojenną przeciwko Królestwu Damot, leżącym na południe od rzeki Abbay. Według brytyjskiego orientalisty Ernesta Alfreda Thompsona Wallisa Budge, Jykuno Amlak prowadził wymianę korespondencji z bizantyńskim cesarzem Michałem VIII Paleologiem, a także wysłał mu w darze kilka żyraf. Na początku relacje Amlaka z muzułmańskimi sąsiadami były przyjazne, jednakże jego próby otrzymania abuny dla Kościoła etiopskiego doprowadziły do pogorszenia tych stosunków. Do dziś przetrwał list pisany w 1273 przez cesarza do mameluckiego sułtana Bajbarsa, zwierzchnika koptyjskiego patriarchy Aleksandrii, będącego głową etiopskiego Kościoła, z prośbą o pomoc w przysłaniu nowego abuny. Z listu wynika, że to nie było pierwsze żądanie cesarza. Gdy któryś z posłów nie dotarł, Amlak obwiniał o to winą sułtana Jemenu, który utrudniał dotarcie danego posłańca do Kairu. Etiopski historyk Taddesse Tamrat interpretował napomknięcie syna Jykuno Amlaka o syryjskich kapłanach obecnych na cesarskim dworze, jako wynik braku zainteresowania Etiopią ze strony patriarchy. Taddesse zauważył również, że w tym czasie patriarchowie Aleksandrii i Antiochii walczyli o kontrolę nad powoływaniem biskupa Jerozolimy, do czego do tej pory prerogatywy posiadali ci drudzy. Jednym z posunięć w tym sporze było mianowanie etiopskiego pielgrzyma Ignacego III Dawida jako abunę Etiopii. Ignacy nigdy jednak nie podjął starań o objęcie tego urzędu w Etiopii. Taddesse Tamrat twierdził, iż brak koptyjskich biskupów wymusił na Jykuno Amlaku poleganie na syryjskim stronnictwie, obecnym w jego kraju.

## Fundacje
Jykuno Amlakowi przypisuje się budowę kościoła Gennete Marjam, położonego w pobliżu Lalibeli, który zawiera najstarsze zachowane malowidła ścienne w całej Etiopii.

## Ostatnie lata panowania
W 1279 na dworze Jykuno Amlaka w okręgu Tegulet schronienie znalazł sułtan Dilmarrah ibn Malzarrah z dynastii Mahzumi rządzącej w sułtanacie szeuańskim, który był jednym z wielu muzułmańskich państw graniczących z Etiopią. Z powodu ich słabości spowodowanej wewnętrznymi walkami, nie stanowiły one poważnego zagrożenia dla Cesarstwa w czasie rządów Amlaka. Cesarz zmarł w 1285 roku, a tron etiopski przejął jego syn Jagbya Tsyjon, o przydomku Salomon. Późniejszy cesarz Beyde Marjam I ponownie pochował ciało Jykuno Amlaka i umieścił je w kościele Atronsa Marjam.